# Frederick S. Martin

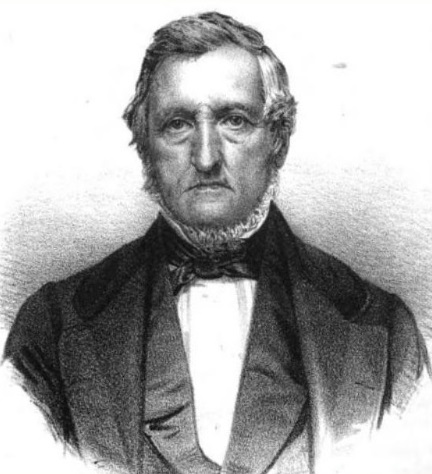
Frederick S. Martin

Frederick Stanley Martin (* 25. April 1794 im Rutland County, Vermont; † 28. Juni 1865 in Olean, New York) war ein US-amerikanischer Politiker. Zwischen 1851 und 1853 vertrat er den Bundesstaat New York im US-Repräsentantenhaus.

## Werdegang
Im Jahr 1804 kam Frederick Martin nach New Hartford in New York, wo er die öffentlichen Schulen besuchte. Sechs Jahre später, 1810, zog er nach Whitehall in Vermont. Dort arbeitete er im Handel und zeitweise auch als Seemann. Seit dem Frühjahr des Jahres 1818 lebte er in Olean, wo er ein Hotel betrieb und in der Holzbranche arbeitete. Ab 1831 war er 20 Jahre lang im Handel tätig. In den Jahren 1830, 1831, 1836, und 1838 gehörte er dem Gemeinderat von Olean an. Zwischen 1830 und 1839 bekleidete er dort auch das Amt des Posthalters; von 1840 bis 1845 war er Bezirksrichter. Martin war auch beim Bau des Genesee Valley Canal involviert. Politisch schloss er sich der Whig Party an. Zwischen 1847 und 1849 saß er im Senat von New York; in den Jahren 1850 und 1851 gehörte er der New York State Assembly an.
Bei den Kongresswahlen des Jahres 1850 wurde Martin im 31. Wahlbezirk von New York in das US-Repräsentantenhaus in Washington, D.C. gewählt, wo er am 4. März 1851 die Nachfolge von Elijah Risley antrat. Bis zum 3. März 1853 konnte er eine Legislaturperiode im Kongress absolvieren. Diese war von den Ereignissen im Vorfeld des Bürgerkrieges geprägt. Nach seiner Zeit im US-Repräsentantenhaus nahm Frederick Martin seine früheren Geschäfte wieder auf. Er starb am 28. Juni 1865 in Olean.